# 绿螳属
绿螳属（学名：Chloromantis）是矮螳科的一属。

## 下属物种
本属包括以下物种：
- Chloromantis impunctata Werner, 1929
- Chloromantis rhombica Giglio-Tos, 1915